# 長井勝
長井 勝（ながい まさる、Masaru Nagai、1969年 - ）は、日本の音楽家。バンド・TWO of USメンバー。東京都出身。横浜国立大学大学院修了。1995年、川久保秀一との男声デュオ・TWO of USとしてデビュー。1999年よりソロ活動として継続し、2017年よりバンドとして再スタート。代表作に「Wish」があり、NHK教育テレビジョン『ETV特集』「にっぽんを歩く」テーマ曲がある。

## 来歴

### 幼少時代
1969年
東京都小平市に生まれる。年齢差の大きい姉兄の弾くピアノを聴く環境で育つ。
1975年
小学生時代には、アニメ「宇宙戦艦ヤマト」に夢中になる。宮川泰のテーマ音楽に魅了されて、オーケストラ楽曲や作曲に興味を持つようになる。
1979年
小学4年からピアノを習い始め、中村寿子に師事する。
1982年-1988年
中学校・高校では合唱の指揮者を務める。ハーモニーの重要性について学ぶ。

### 青年時代・オーディショングランプリ受賞
1989年-1993年
バンド活動は東京都立武蔵高等学校在学中から始めていたが、大学では自作曲を中心に横浜市のライブハウスで演奏、活動する。 
1993年
大学院への進学を決めていた大学4年時に、バンドのメンバー・川久保秀一と共にSony Records主催のボーカリストオーディション「Voice 2」に応募する。1万1千余組の中からグランプリに選ばれる。

### 男声デュオ・「TWO of US」デビュー
1994年
2月、川久保と長井により、男声二人組音楽ユニット「TWO of US」を結成する。音楽事務所ソニー・ミュージックアーティスツと専属アーティスト契約する。
1995年
8月、Sony Recordsよりシングル「胸いっぱいの夏」でメジャー・デビューを果たす。
1998年
3月、横浜国立大学大学院を修了する。
1999年
シングル通算8枚、オリジナル・アルバム通算2枚、その他通算4枚の楽曲収録アルバムをリリースして、Sony Recordsでの活動を終える。 
2001年
川久保がユニットを脱退し、長井はソロ活動により「TWO of US」を維持する。また、バンドの元メンバーと結婚する。1男1女を授かる。以降は、市民ライブを中心に活動を展開する。
2010年
「TWO of US One-man Live」として、ライブ活動を開催する。

### バンド・「TWO of US」再スタート
2017年
新たなメンバー男女5名が参加し、6人組のバンド「TWO of US」として再スタートする。8月、19年ぶりにオリジナル・アルバムをリリースする。

## 人物

### キャラクター
- 趣味は、折り紙、歴史研究、天体観測、昆虫採集である[2]。
- 好きな言葉は、「継続は力なり」[3]。

### 音楽性
- 2001年以降は、ライヴでは地域の保育・教育、政治や社会問題を語りのテーマにし、聴衆に癒しの空間を提供する音楽、互助、協力可能な社会改善を実現できるよう願い、歌い続けている。[2]

## 楽曲制作
- ETV特集「にっぽんを歩く」テーマ曲（NHK教育テレビジョン、1999年4月〜2000年2月放送）
- 演劇集団キャラメルボックス公演「TRUTH」挿入歌

など。 